# Операція «Вісла 788»

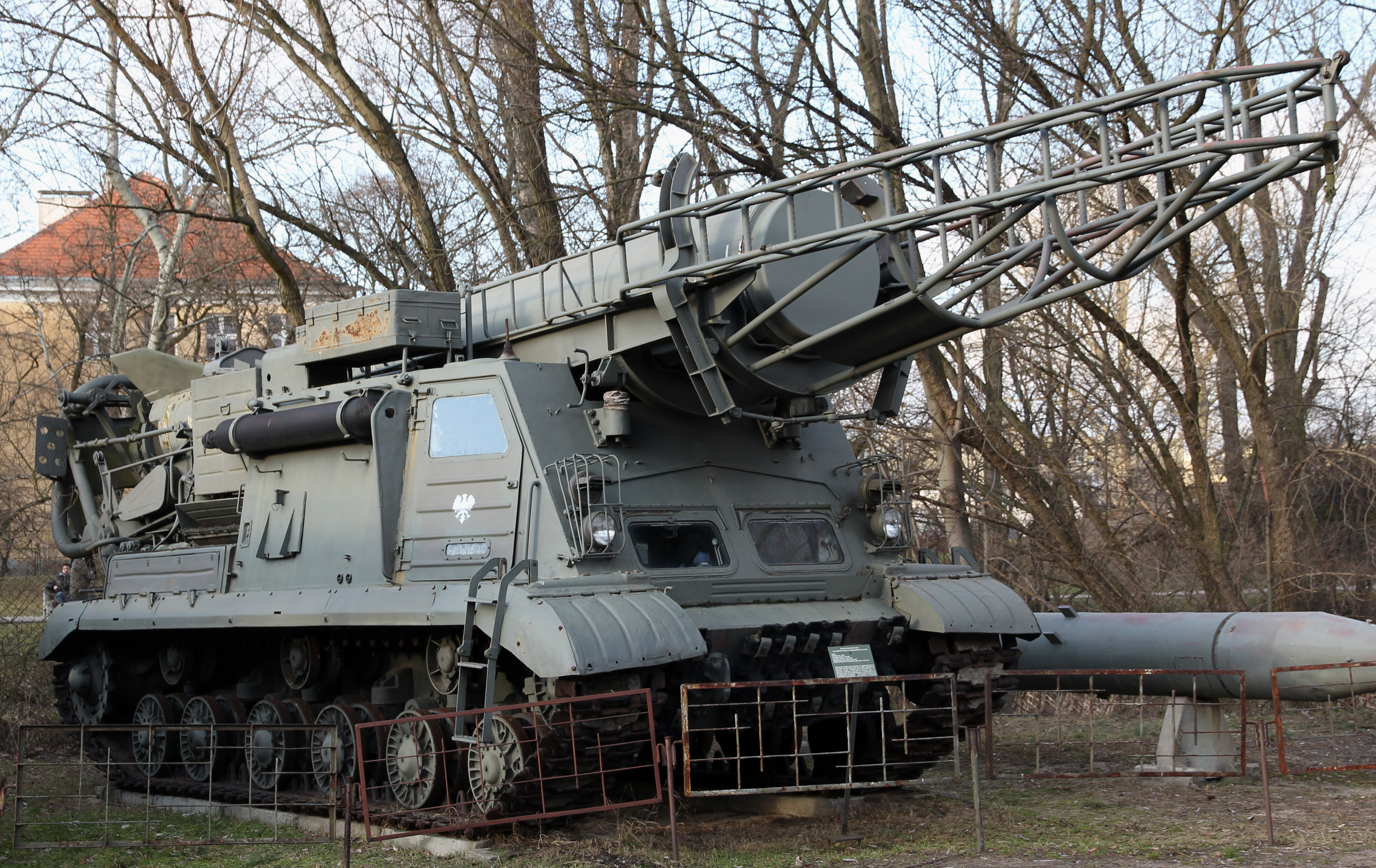
пускова установка ПУ 2У118 з ракетою P-11М, що може носити ядерну бойову частину, у музеї Війська Польського. Варшава

Операція «Вісла 788» — план застосування ядерно зброї Польською Народною Республікою, яка знаходилась на території Польщі.
Згідно з міждержавними угодами на території Польської Народної Республіки до літа 1969 р. було збудовано три склади  ядерної зброї в районах Бялога, Валч, Венжин. Склади були власністю Польської Народної Республіки, з моменту складування в них ядерної зброї переходили у користування радянської сторони. Незважаючи на це керівництво Польської Народної Республіки запевняло, що Польща країна  без'ядерна і ядерної зброї тут немає. А доктрина Варшавського договору і Польської Народної Республіки була пропагандиська оборонна з відбиттям атаки військ НАТО аж до Біскайської затоки і Атлантичного Океану.
У разі надходження з Москви криптоніма «Вісла 788» зброя, що знаходилась у складах повинна була перейти на відповідні становища і застосована відповідно до операційних планів. Радянською стратегічною метою у конфлікті з заходом було дістатися до Північного моря і Атлантичного океану. В першому ешелоні на захід мали йти радянські дивізії, які знаходились в НДР, дивізії Чехословацькі, Військо Польської Народної Республіки і Радянська група військ, дислокована в Польщі, близько двох мільйонів особового складу. Цілі ядерних ударів Польської Народної Республіки окреслив операційний план під криптонімом «ОП 61». Передбачалося, що атака Війська Польського Народної Республіки розпочнеться з масованих ядерних ракетно-бомбових ударів по важливих транспортних комунікаційних вузлах, угрупуваннях військ сил НАТО. Цілями ядерних ударів мали стати міста: Брена, Розхільде, Гамбург, Роттердам, Антверпен, Ганновер — загалом чотириста дев'ять ядерних ударів силою від 10 до 200 кілотонн кожен.
Сухопутна атака Війська Польської Народної Республіки мала розпочатися з атаки на Західну Веклембургію та на Шлезвіг-Гольштейн на Данію, пізніше інша група польських військ мала форсувати Ладу і через рівнини Нижньої Саксонії і Голландії вийти на рубіж Рену Люкнози. Передбачалося, що війська в перших фронтових операціях з застосуванням ядерної зброї могли втратити від 48% до 53% особового складу, в розрахунок не бралося, що території на яких проводилися операції, внаслідок застосування ядерної зброї піддалися б сильному опроміненню, що могло значно підвищити людські втрати. Пройшовши близько 500 км за сім днів, дійшовши до лінії Рейну у військах почалися б проявляти симптоми променевої хвороби, що означало втрату боєздатності для військ першого ешелону, у зв'язку з цим не закладалося для них інших завдань. Передбачалось що війна буде мати характер бліцкригу, і за розрахунками штабістів не мала тривати довше двох тижнів, в найгіршому випадку - місяць.
Для виконання цих завдань Народна Польська Армія я шістдесятих поспішно комплектувалась озброєнням, яке могло носити ядерно зброю - літаками Су-7 Су-17, Ракетами СКАД. Польські пілоти вивчали методику бомбардування ядерними бомбами в льотних училищах СРСР.
Розташування ядерної зброї на території Польщі було зумовлене тим, що у випадку ядерного конфлікту з заходом в першу чергу зазнавали ядерного удару залізничні, транспортні вузли, мости, аеродроми і це створювало перешкоди для її транспортування. Та попри те для ракетних дивізіонів радянської Центральної групи військ яка дислокувались у Чехословаччині, частину ядерних боєголовок довелось розмісти на території УРСР на арсеналах поблизу Ужгорода це створювало додаткові проблеми з їх доставкою та монтажем.